# Ioan Puia
Ioan Puia (n. 4 septembrie 1923, Ațintiș, Județul Mureș – d. 6 iunie 2003, Cluj-Napoca) a fost un agronom, pratolog, profesor universitar și cercetător român, recunoscut ca fondator al agroecologiei în România. A avut contribuții majore în pratologie, fiziologia plantelor și ecologia agricolă, fiind o personalitate marcantă a școlii agronomice clujene. A ocupat funcții de prorector (1962–1974) și rector (1974–1984) al Institutului Agronomic „Dr. Petru Groza” din Cluj, timp de 22 de ani.

## Biografie
Ioan Puia s-a născut la 4 septembrie 1923 în comuna Ațintiș, județul Mureș. A urmat școala primară în satul natal, Școala Normală de la Blaj (absolvită în 1942) și Liceul Teoretic „Gh. Barițiu” din Cluj. În 1946, s-a înscris la Facultatea de Agronomie din Cluj, obținând diploma de inginer agronom în 1950.
Încă din ultimul an de studii, a fost preparator la disciplina Fiziologia Plantelor, sub îndrumarea profesorului Iuliu Bărbat. Între 1951 și 1963, a ocupat postul de șef de lucrări în același domeniu. În 1960, a susținut teza de doctorat la Institutul Agronomic „Nicolae Bălcescu” din București, coordonată de academicianul Emil Pop, fiind apreciat ca un specialist promițător în fiziologia plantelor.
Din 1962, a trecut la disciplina „Cultura pajiștilor și a plantelor furajere” ca lector, devenind profesor titular în 1967 și rămânând în această poziție până în 1993, când a devenit profesor consultant și coordonator de doctorat. A reorganizat catedra pe principii moderne, dotând laboratoare și formând un colectiv de specialitate (V. Popescu, St. Erdely, Viorica Tărău, Eugenia Chirică, Aurelia Moldovan, I. Rotar, E. Pop), transformând disciplina într-una de referință pentru agronomi și zootehniști.
Între 1962 și 1974, a fost prorector al Institutului Agronomic „Dr. Petru Groza” din Cluj, colaborând cu profesorul Emil Negruțiu, iar între 1974 și 1984 a ocupat funcția de rector, gestionând 22 de ani de activitate administrativă. În această perioadă, a fost și director al Stațiunii Didactice Experimentale, unde a dezvoltat sectoare specializate pentru practica studenților, inclusiv spații pentru creșterea animalelor, sere horticole, clinici veterinare și baze de mecanizare.
A murit la 6 iunie 2003, în Cluj-Napoca, lăsând o moștenire semnificativă în știința agricolă românească.

## Activitate științifică
Ioan Puia a publicat peste 224 de lucrări (articole, cursuri, cărți, monografii), totalizând peste 10.000 de pagini, în domenii precum fiziologia plantelor, praticultura, ecologia agricolă, lucrări didactice și alte subiecte diverse.

### Fiziologia plantelor
În tinerețe, Puia s-a concentrat pe fiziologia plantelor, colaborând cu N. Giosan, I. Bărbat și E. Pop. A studiat stresurile climatice asupra protoplasmei, rezistența plantelor la ger și secetă, vernalizarea și fotoperiozismul la porumb, orz și trifoi, precum și efectele fitohormonilor, fiind pionier al culturilor „in vitro” în România. A organizat în 1981 primul Simpozion Național de Culturi Vegetale „in vitro”. Lucrări de referință includ: Contribuții la studiul influenței luminii asupra dezvoltării porumbului (1956–1957) și Cercetări asupra relației dintre vâscozitatea protoplasmei și rezistența plantelor la ger (1959).

### Pratologia
Ca profesor al disciplinei „Cultura pajiștilor și a plantelor furajere”, Puia a adus contribuții originale, evitând repetițiile lucrărilor înaintașilor precum I. Prodan sau Gh. Anghel. A studiat ecosistemele praticole, dinamica compoziției floristice, circuitul azotului, competiția interspecifică și productivitatea. A stabilit criterii pentru amestecuri de specii furajere în funcție de intensivitatea culturii (pure, intensive irigate, extensive). Lucrări notabile includ: Pajiștea ca ecosistem (1978) și Productivitatea și dinamica unor amestecuri simple de Dactylis glomerata L. cu Trifolium repens L. sau Medicago sativa L. (1976).

### Ecologia agricolă
Puia este considerat fondatorul agroecologiei în România. În 1978, a introdus disciplina „Ecologia agrară” în învățământul agricol, elaborând primul curs universitar pe această temă. A definit conceptul de agroecosistem, subliniind procesele biologice, fizice și socio-economice implicate, și a studiat energetica agroecosistemelor, poluarea cu nitrați și metale grele. A colaborat cu Viorel Soran, publicând lucrări precum Agroecosisteme, bioproductivitatea și alimentația omului (1977) și Ecologia agricolă (1982). A evidențiat importanța ecologiei agricole pentru viitorul producției agricole.

### Activitate didactică
Ca dascăl, Puia a fost apreciat pentru modestie, apropierea de studenți și exigență. A publicat peste 14 lucrări didactice între 1962 și 1981, printre care Ghid pentru lucrări practice de fiziologia plantelor (1962), Curs de culturi furajere (1970, cu V. Popescu) și Producerea și păstrarea furajelor (1984, cu C. Bărbulescu, C. Pavel, A. Ionel). A contribuit la formarea profesională a studenților prin organizarea practicii la Stațiunea Didactică Experimentală.

### Activitate internațională
Puia a reprezentat România la manifestări internaționale în Anglia, Franța, Belgia, URSS, Olanda și alte țări. A fost membru al Comitetului Executiv al Federației Europene a Pajiștilor (1978–1990) și președinte al subcomisiei „Om - Biosferă” a Academiei Române, filiala Cluj.

## Lucrări publicate
- Contribuții la studiul influenței luminii asupra dezvoltării porumbului (cu I. Bărbat, N. Giosan), Probleme Agricole, nr. 4, 1956.
- Perioada critică și rezistența la secetă a trifoiului roșu de Transilvania (cu N. Giosan, V. Drăgan), Studii și Cercetări de Agronomie, Cluj, 1957.
- Contribuții la studiul rezistenței la ger a orzului de toamnă (cu I. Bărbat), Studii și Cercetări de Agronomie, 1957.
- Cercetări asupra relației dintre vâscozitatea protoplasmei și rezistența plantelor la ger, Lucrări Științifice, Institutul Agronomic „Dr. P. Groza”, Cluj, 1959.
- Ghid pentru lucrări practice de fiziologia plantelor (cu E. Pop, Arone), Atelierele de Material Didactic, Cluj, 1962.
- Îndrumător pentru determinarea unor specii de plante din pajiști după organele vegetative (cu St. Erdelyi, Florica Jula, D. Pazmany, Viorica Tărău, Heinke Elemm), ed. a II-a, Cluj, 1970.
- Curs de culturi furajere (cu V. Popescu), părțile I și II, Atelierele de Material Didactic, Cluj, 1970.
- Monografia trifoiului din România (cu I. Rezmeriță, M. Boșcaiu, St. Ceuros), Editura Academiei RSR, 1973.
- Ghid metodologic pentru elaborarea și documentarea lucrării de diplomă (cu L. Pandrea), Atelierele de Material Didactic, Cluj-Napoca, 1974.
- Productivitatea și capacitatea de concurență a unor specii de fâneață în diferite condiții de cultură (cu Heinke Klemm), Lucrări Științifice, S.C.C.P. Măgurele-Brașov, 1975.
- Producerea și păstrarea furajelor (pratologie și pratotehnică) (cu V. Popescu), Atelierele de Material Didactic, Cluj-Napoca, 1976.
- Agroecosistemul. Bioproductivitatea și alimentația omului (cu V. Soran), Revista Economică, nr. 52, 1977.
- Pajiștea ca ecosistem (cu Heinke Klemm, C. Bărbulescu, V. Soran), Stațiunea Centrală de Cercetări pentru Cultura Pajiștilor Măgurele-Brașov, 1980.
- Producerea și păstrarea furajelor (cu C. Bărbulescu, C. Pavel, C. Oprin), Editura Didactică și Pedagogică, 1980.
- Agroecosisteme și alimentația omenirii (cu V. Soran), Editura Ceres, 1981.
- Ecologia agricolă (cu V. Soran), în Probleme moderne de ecologie, Editura Știință și Enciclopedică, București, 1982.
- Producerea și păstrarea furajelor (curs, cu C. Bărbulescu, C. Pavel, A. Ionel), Editura Didactică și Pedagogică, București, 1984.

## Distincții
- Membru al Academiei de Științe Agricole și Silvice (șeful secției de cultură a plantelor, 1982–1986).
- Membru al Comitetului Executiv al Federației Europene a Pajiștilor (1978–1990).
- Președinte al subcomisiei „Om - Biosferă” a Academiei Române, filiala Cluj.
- Ordinul Muncii.
- Medalii internaționale (SUA și alte țări).[1]